# Rivne
Rivne (ukrajinski: Рівне, ruski: Ровно, njemački: Röwne, poljski: Równe, hebrejski : ראוונע) grad je u sjeverozapadnoj Ukrajini središte Rivanjske oblasti.

## Povijest
Rivne se prvi put spominje 1283. godine kao jedno od naseljenih mjesta u Kraljestvu Galiciji i Vladimiru. Od druge polovice 14. stoljeća je dio Velike Kneževine Litve, a od 1569. u Poljsko-litavskoj uniji. 1492. godine dobiva Magdeburgška prava čime dobiva autonomiju. Nakon podjele Poljske, 1793. Rivne postaje dio Ruskog Carstva, a 1797. je regionalni centar Volinjske gubernije.
Tijekom Prvog svjetskog rata grad je pretrpio teški period, gradom su vladali Nijemci, Ukrajinci, Boljševici i Poljaci. U travnju i svibanju 1919. Rivne je služio kao privremeni glavni grad Ukrajinske Narodne Republike.  Na kraju sukoba, u skladu s mirom u Rigi 1921. godine postao je dio poljskog Volinjskog vojvodstva za razdoblje između dva svjetska rata.

## Zemljopis
Rivne se nalazi u sjeverozapadnoj Ukrajini na rijeci Ustia, željezničko, cestovno i zračno je središte toga dijela Ukrajine.

## Stanovništvo
Po službenom popisu stanovništva iz 2001. godine, grad je imao 248 813 stanovnika, prema procjeni stanovništva iz 2005. godine grad je imao oko 247 870 stanovnika.

## Gradovi prijatelji
- Zvolen, Slovačka

## Poznate osobe
- Serhij Hončar, ukrajinski biciklist
- Jaroslav Oleksandrovič Jevdokimov (ukr. Ярослав Олександрович Євдокимов, bjel.: Яраслаў Аляксандравіч Еўдакімаў, rus.: Ярослав Александрович Евдоки́мов; Rivne,[3] 22. studenoga 1946.) ukrajinski je pjevač (bariton).

## Galerija
- Željeznička stanica
- Trg sa statuom Tarasa Ševčenka

## Vanjske poveznice
- Službena stranica grada  Arhivirana inačica izvorne stranice od 1. studenoga 2007. (Wayback Machine)

### Ostali projekti
|  | Zajednički poslužitelj ima još gradiva o temi Rivne |